# Hugo II van Maine
Hugo II van Maine (ca. 925 - 992) was een zoon van Hugo I van Maine. Hij volgde in 945 zijn vader op als graaf van Maine en werd, zoals zijn vader, een der eerste vazallen van Hugo de Grote, maar toen die in 956 overleed, maakte Hugo van de gelegenheid gebruik om de onderworpenheid aan Frankrijk uit te hollen. Hij ging een alliantie aan met Odo I van Blois tegen het huis Capet. 
Hugo was de vader van:
- Hugo III (960-1014)
- Fulco (ca. 960 - na 992)
- Herbert Baco (ca. 965 - na 1 april 1046), regent voor Hugo IV van Maine maar na een conflict met de bisschop van Le Mans moest hij zijn functie neerleggen en monnik worden.
- onbekende dochters, in aktes spreekt Hugo over zijn zoons en dochters, dus hij moet ten minste twee dochters hebben gehad.